# Ferelith Young
Ferelith Young (Ontario, 1984) es una actriz de cine y doblaje canadiense, Comenzó su carrera en el año 2005.

## Biografía
Se licenció en la Universidad McGill, y se formó en el Neighborhood Playhouse de Nueva York.  Habla con fluidez el francés y actúa tanto en inglés como en francés. En Star Wars: The Bad Batch, Ferelith Young puso la voz a Eleni Syndulla,  luchadora por la libertad y madre de Hera.
En la película True Believer interpretó a Rainbow ganado múltiples premios. También dirigió Park Play en el Brisk Festival de Los Ángeles.
En Assassin's Creed: Syndicate, Ferelith  Young se encargó de la captura de movimientos y del doblaje de Ned Wynert. También ha puesto voz a anuncios de Apple, Amazon, Toyota y LL Flooring. 
Ha actuado en teatros de toda Norteamérica, como La MaMa, Living Theatre, Theatre Row y The Morgenthau en Nueva York y Theatre Machine, Theatre Passe Muraille y Tarragon Theatre en su ciudad natal, Toronto.

## Filmografía

### Películas[4]
- 2008: Affinity - Helen.
- 2008: Afterwards - Bank Teller.
- 2008: Adam's Wall - Organizadora de la Propuesta.
- 2009: Dead Like Me: Life After Death - Recepcionista.
- 2009: La Huérfana - Enfermera de la Sala de Espera.
- 2017: Secretos mortales en el lago
- 2018: Titanes
- 2021: La Remesa Mala
- 2022: True Believer
- 2023: The fabric of Christmas - Amy Walker

### Cortometrajes
- 2009: Paper Princes, Gypsies, and the Boy with No Return Address.